# Nadezjda Karpova
Nadezjda Aleksejevna Karpova (Russisch: Наде́жда Алексе́евна Ка́рпова, uitspr.: /nɐˈdʲeʐdə ˈkarpəvə/; Jaroslavl, 9 maart 1995) is een Russisch voetballer. Zij speelt als aanvaller bij Valencia CF en in het Russische nationale elftal.
Karpova werd geboren in Jaroslavl. In 2014 tekende zij haar eerste professionele contract bij Zorki Krasnogorsk, waarmee ze toetrad tot de Vyssji divizion, de hoogste afdeling voor vrouwenvoetbal in Rusland. Het jaar daarop maakte ze de overstap naar Tsjertanovo Moskou. In een wedstrijd tegen Koebanotsjka Krasnodar op 7 mei 2016 maakte Karpova 4 van de 5 doelpunten voor haar club (eindscore 5–2). Uiteindelijk werd Karpova, tezamen met teamgenoot Margarita Tsjernomyrdina, topscorer van de Vyssji divizion van dat seizoen. In september 2017 vertrok ze naar Spanje om zich aan te sluiten bij Valencia CF.
In 2012 speelde Karpova voor het eerst voor het Russisch vrouwenelftal onder 19. Zij debuteerde bij de nationale vrouwenploeg op 2 juli 2016, in een kwalificatiewedstrijd voor het Europees kampioenschap voetbal 2017. Tijdens dit treffen met Turkije, dat in 2–0 eindigde, maakte zij meteen haar eerste doelpunt voor het nationale team. Na 4 kwalificatiewedstrijden en 2 doelpunten voor Rusland werd Karpova door bondscoach Jelena Fomina geselecteerd voor het aankomende EK.
1: Sjtsjerbak ·
2: Solodkaja ·
3: Kozjnikova ·
4: Sjejkina ·
5: Sjkoda ·
6: Karpova ·
7: Pozdejeva ·
8: Makarenko ·
9: Tsjolovjaga ·
10: Smirnova ·
11: Sotsjneva · 12: Beljajeva · 13: Belomyttseva · 14: Gasanova · 15: Danilova · 16: Fjodorova · 17: Pantjoechina · 18: Zijastinova · 19: Jek. Morozova · 20: Tsjernomyrdina · 21: Gritsjenko · 22: Kiskonen · 23: Jel. Morozova · Coach: Fomina